# Martha Debayle
Martha Emelina Debayle Alaniz (Managua, 27 de septiembre de 1967) es una presentadora, empresaria y locutora nicaragüense.  Pasó sus primeros 11 años de vida en Long Island, Nueva York, donde cursó sus estudios de educación básica,  y a los 12 años se mudó con su familia a la Ciudad de México. Es la sobrina y heredera del Nicaragüense, Anastasio Somoza Debayle.
Los Debayle fueron la familia acomodada con nexos a la dictadura nicaragüense de origen francés ligada a la medicina y la política de ese país, hasta que sus miembros abandonaron Nicaragua, debido al triunfo de la Revolución Sandinista. 
Sus abuelos, el Dr. Henry Debayle y su esposa Emelina Tercero de Debayle fueron los fundadores de la Cruz Roja Nicaragüense. 
Después de su breve paso por la carrera de Diseño Gráfico, inició su trayectoria en la radio; la cual, desde niña era su gran pasión, pero lograría el éxito durante la conducción del bloque informativo bbtips en la cadena mexicana Televisa, en ese espacio hablaba sobre la maternidad y la crianza de los hijos.
En 2000, fundó el sitio web bbmundo.com y, en 2005, publicó la revista bbmundo a nivel nacional, ese mismo año inicia su carrera en W Radio con un programa de revista. Fue elegida como una de las 107 personalidades inspiradoras retratadas en el libro Those Who Inspire Mexico, publicado en mayo de 2018 por la editorial Those Who Inspire Ltd.

## Trayectoria
Martha Debayle es Presidenta de Media Marketing Knowledge Group, fundadora de bbmundo y Revista Moi.

### Televisión
Conductora de Hoy Sábado, Este Domingo y Eco Internacional, la entrega de los Grammys, Operalia 1994 (voz), Miss Mundo, Miss Universo, Miss USA, World Music Awards y el Oscar; transmisiones en vivo en las que participó durante un largo período.
En 1997, al convertirse en madre y darse cuenta de que la información para las mamás primerizas era bastante escasa, decide formar un proyecto, y junto con Televisa lanza "bbtips", un segmento semanal que dio información sobre maternidad, educación y cuidado de los niños. Transmitido en cadena nacional, los bbtips de Martha Debayle tuvieron 520 participaciones en 10 años con una audiencia de cuatro millones de televidentes.
También estuvo al frente del programa televisivo Avon Cerca de Ti por dos años, compartiendo puntos de vista de temas para la mujer y difundiendo exitosamente la marca.
En marzo de 2011, Martha Debayle presenta la serie "En el vientre materno" de National Geographic Channel. A finales de 2011 condujo el reality show En Busca de la Nueva Diva producido por Metro-Goldwyn-Mayer (MGM), en donde por primera vez en la historia del formato, la conductora formó también parte del jurado.
En abril de 2013, Martha Debayle y Martín Hernández presentan la serie "Los 80's y 90's" en National Geographic Channel. En septiembre de 2015 Martha Debayle presenta la serie "Los 2000" en National Geographic Channel.

### Radio
Comenzó su carrera como conductora de programas de radio de música anglo en estaciones como Stereo 100, Alfa Radio 91.3 en la década de los ochenta y noventa y W Radio a inicios de la década de los dosmil. 
En su etapa radiofónica más larga destacó en la emisión Martha Debayle en vivo en MVS Radio. Actualmente, continúa haciendo historia, siendo una leyenda a través de W Radio con un programa de revista que se transmite de lunes a viernes de 10:00 a 13:00 por 96.9 fm, en donde habla de salud, psicología, parejas, sexualidad, crianza, entre muchos otros temas. Su programa cuenta con el rating más alto de la radio mexicana en su segmento, incluso a pesar de un uso del español lleno de anglicismos. 
El programa a través de W Radio la ha hecho acreedora a un Grammy como una de las “Leading Ladies of Entertainment” por su labor como promotora del empoderamiento femenino, equidad de género e inclusión en la industria del entretenimiento, un Spotify Award por ser el podcast con más horas de reproducción en México y el octavo a nivel mundial y es ganadora del premio Ondas al mejor programa de radio de toda Iberoamérica.
En su programa de radio ha entrevistado a figuras de relevancia internacional como Hillary Clinton, Michelle Obama, Ringo Starr, Lady Gaga, Mariah Carey, Katy Perry y Anne Hathaway entre muchos otros.
Martha Debayle ha tenido como clientes en radio a Danone, P&G, Nissan, Unilever, Kimberly Clark, XBox, Medix, Grupo Posadas, Mercado Libre, HSBC, BMW, BBVA y Samsung o Susuki entre otras.

### Mundo editorial
A partir de su aparición en televisión con los bbtips, Martha comienza a perfilarse como vocera del cuidado infantil por lo que fundó bbmundo Direct, una empresa de multimedia dedicada a la producción y difusión de contenido de valor en temas de maternidad, fertilidad, salud infantil y temas relacionados con la educación y desarrollo de bebés y niños.
En 2005, lanza la revista BBMundo que tiene un tiraje mensual de 60 000 ejemplares y es la más vendida en su categoría, con una distribución certificada trimestralmente del 88%, cifra que supera por mucho el promedio de la industria. Igualmente, ha obtenido el premio CANIEM por mejor arte editorial en la categoría de familia en tres ocasiones. En 2014 lanza su segundo éxito editorial, la Revista Moi. Sin duda, el fenómeno editorial del año. Con un tiraje de 65 000 ejemplares, la certificación de los primeros seis meses, le da una venta del 93% en calles. En el 2015 esta revista fue reconocida con el Premio Merca 2.0 como Medio del Año.
Ha sido portada de publicaciones de medios nacionales e internacionales como Forbes, Expansión, Glamour, Quién, Vanity Fair y Revista Merca 2.0. Además de ser nombrada como la mujer del año en el 2022 de la revista Glamour.

### Como empresaria
Ha extendido exitosamente su marca a productos de consumo en las categorías de hogar, moda y belleza con Martha Debayle Home, Martha Debayle x Ivonne, Martha Debayle Eyewear, Martha Debayle Hair Tech y Martha Debayle Beauty Tech. Incursión en plataformas de e-commerce con su propia tienda en línea Martha Debayle Shop.

### Reconocimientos
Además de estos logros, fue nombrada la primera emprendedora Endeavor en México, una de las sesenta mujeres que mueven a México a través del empoderamiento y la búsqueda por la equidad de género, según Grupo L’Oreal, además de formar parte de los 300 líderes mexicanos más influyentes de México de acuerdo con la revista Expansión.
Es ganadora del premio Medio del año por Revista Merca 2.0 y una de las cincuenta mujeres más poderosas del país, según la revista Forbes y Expansión. En 2022 fue reconocida como la Mujer del año, por la edición Mexicana de Glamour.
Además de estos logros, Martha Debayle ha diversificado su negocio a través de diversas marcas de moda, estilo de vida y belleza como: Martha Debayle X Ivonne, Martha Debayle Hair Tech, Martha Debayle Eyewear, Martha Debayle Beauty Tech y Martha Debayle Home.
Ha sido considerada como una de las 10 empresarias más exitosas de la red en Iberoamérica por parte de la revista Gatopardoy una de las 10 mujeres más influyentes en México según el diario El Universal. En 2004 fue nombrada «Empresaria del Año» por la revista Mujer Ejecutiva y una de las 10 emprendedoras más sobresalientes del año por la revista Expansión. En 2002, fue acreedora al premio Endeavor como mejor emprendedora en el mercado mexicano (única mujer seleccionada entre 40 proyectos).
Ganadora del botón de oro otorgado por YouTube, logrando más de 38 millones de horas consumidas en su canal. 

## Programas conducidos

### Televisión
- Eco internacional (1992-1998)
- Este Domingo (1989-1995)
- BB Tips (1997-2007)
- Hoy (1998-1999)
- Avon cerca de ti (2006-2007)

- En el vientre materno National Geographic (2011)
- En busca de la nueva Diva Mexicana (2011)
- Los 80's y 90's National Geographic (2013)
- Los 2000 National Geographic (2015)

### Radio
Stéreo 100  (1987)
- London on the line

Alfa Radio 91.3 (1988-1990)
- The Beat Box

En XEW-FM (1991-1994)
- D.J. Live
- Me fallaste corazón
- El Planeta
- Especiales WFM

En MVS Radio (2003-2005)
En W Radio (2005- presente)
- Martha Debayle en W